# Der Nordschleswiger
Der Nordschleswiger är en tyskspråkig dansk tidning som kommer ut för den tyska minoriteten i Sønderjylland, med huvudredaktion i Åbenrå. Den kom ut första gången år 1946 som veckoblad, och sedan 1951 som dagblad. Med en upplaga på 4 000 är tidningen en av de minsta i Danmark.
Lokalredaktioner finns i Sønderborg, Haderslev, Tinglev och Tønder.